# 사랑의 길
"사랑의 길"은 한국에서 제작된 장황연 감독의 1958년 영화이다. 김웅 등이 주연으로 출연하였고 김동식 등이 제작에 참여하였다.

## 출연

### 주연
- 김웅
- 김영미
- 황혜명

## 기타
- 조명: 박경일
- 녹음: 최칠복
- 미술: 김홍식